# Lucinico
Lucinìco (Lucinîs in friulano standard, Luzinìs in friulano goriziano, Ločnik in sloveno, Lutschineick in tedesco, desueto) è un quartiere di Gorizia in Friuli-Venezia Giulia.
Conta circa 4.863 abitanti (il 10% della popolazione dell'intero comune) e si estende su una superficie di 1.204 ettari (pari al 30% dell'intero territorio comunale), a circa un chilometro dal Centro di Gorizia. Dalla forte identità friulana, è collocato su un'altura a destra dell'Isonzo, sulla strada che porta a Udine.

## Geografia fisica
Lucinico è situata nella pianura friulana, alle pendici occidentali del monte Calvario, a 5 km ad ovest di Gorizia.

## Storia
Il nome forse è di origine romana, sembra che derivi da Licinius, che sarebbe stato il proprietario della villa rustica ritrovata in prossimità del centro, sicuramente abitata fra il II e IV secolo d.C. Nei secoli successivi la favorevole posizione, leggermente sopraelevata rispetto alla piana di Gorizia, e la presenza del Monte Calvario alle spalle con realizzazione di strutture difensive avrebbe favorito quindi l'aggregarsi di un piccolo centro abitato formando l'attuale quartiere.
A Lucinico nel 1787 nacque il nobile Andrea Giuseppe Fornasari Verce, morto a Vienna nel 1865; membro di un'illustre casata del Goriziano, egli fu un importante giurista e linguista al servizio dell'Impero Austriaco, nella capitale asburgica insegnò Lingua e Letteratura Italiana presso l'Accademia Teresiana e l'Università. 
Con l'entrata in guerra dell'Italia il 24 maggio 1915 Lucinico si ritrovò improvvisamente sulla linea del fronte. Il paese sorge infatti nel vicinanze del monte Calvario, una piccola altura che gli austro-ungarici avevano trasformato in uno dei capisaldi del campo trincerato a difesa di Gorizia. Per eliminare ogni punto d'osservazione, i genieri austriaci fecero saltare il campanile della chiesa di San Giorgio. Il 9 e 10 giugno 1915 il paese fu duramente bombardato dall'artiglieria italiana. Tra le rovine del paese gli austro-ungarici contrastarono con un'accanita difesa l'avanzata del Regio Esercito. Abbandonato il paese e ritiratisi sulle munite linee del Calvario, gli austriaci riusciranno nei mesi successivi a contrastare tutte le offensive italiane e a sbarrare loro l'accesso a Gorizia.
Lucinico rimase sulla linea del fronte sino alla sesta battaglia dell'Isonzo dell'agosto 1916, quando le truppe italiane espugnarono il Calvario ed il Sabotino e conquistarono Gorizia. Al termine del conflitto il paese era totalmente distrutto.
Lucinico è stato comune autonomo fino al 1927, anno in cui fu accorpato al comune di Gorizia.
Fu sede di battaglioni partigiani durante la seconda guerra mondiale, che diedero un notevole contributo nel liberare la zona dagli invasori nazisti.

## Monumenti e luoghi di interesse

### Villa Attems
Nel centro del quartiere, la tenuta Villa Attems è documentata dalla fine del Quattrocento come possesso dell’antica famiglia nobile goriziana dei Postcastro. 
Il patrimonio venne ereditato in blocco dai Cernozza, ancora un’antica famiglia nobile goriziana. La successione sarà avallata dall'evoluzione del cognome in Cernozza de Postcastro. I Cernozza diventarono così gli ultimi feudatari di Lucinico prima dell’arrivo degli Attems.
Acquisisce in questo periodo una posizione baricentrica la chiave di volta in pietra che ancora oggi campeggia sopra il portale di ingresso al parco della Villa Attems Petzenstein. Nel cimiero che sormonta l’elmo dello scudo si scorge una data, il 1630 e nella parte bassa una sigla: BGLBNCDP, ossia "Benigna Gallara libera baronessa nata Cernozza de Postcastro". La nipote di Benigna, baronessa Cernozza de Postcastro, sposerà Massimiliano Attems nel 1649 portando in dote lt Tenuta. Da quel momento in poi la decima lucinichese approderà nel patrimonio degli Attems definiti "eredi Cernozza de Postcastro". 
Sigismondo Douglas Attems trasformò il Collio promuovenzo la realizzazione nel 1963 del Consorzio Collio, di cui divenne presidente nel 1965, guardando con fattiva speranza alla salvaguardia del territorio e dei suoi confini. 
Nel parco della tenuta Villa Attems di Lucinico trova naturale collocazione la fontana progettata da Nicolò Pacassi nel 1760, architetto alla corte di Maria Theresia d’Austria, miracolosamente non bombardata durante la prima guerra mondiale e che originariamente era ubicata nella Villa Attems di Piedimonte, andata totalmente distrutta durante la Grande Guerra.
Nel 1916 vi morì Carlo Simoncini, uno dei due volontari sammarinesi caduti nel Regio Esercito durante la prima guerra mondiale. 
Nel 1917 il Regio Esercito occupò Villa Attems e realizzò un rifugio sotterraneo nel giardino, tuttora esistente e visitabile. A ridosso dello scoppio della seconda guerra mondiale la proprietà venne occupata dai tedeschi e infine dai soldati americani.
Da segnalare inoltre il vasto archivio di famiglia, tuttora di proprietà di Virginia Attems, la quale assieme al marito, dott. Paolo Giasone, ha avviato la totale ristrutturazione e riqualificazione dell’intera tenuta di Villa Attems.

### Chiesa parrocchiale di San Giorgio Martire
La chiesa parrocchiale di Lucinico, dedicata a San Giorgio Martire, venne costruita tra il 1924 e il 1926 in stile neoromanico.

## Economia
L'economia è basata per lo più sulla coltivazione dei numerosi vigneti presenti nella zona, da cui derivano alcuni pregiati vini.

## Società

### Tradizioni e folclore
Il gruppo folcloristico "Danzerini di Lucinico", nasce ufficialmente nel 1929 grazie ad un gruppo di persone appassionate al folclore guidate da Mario Cecutta.
Da allora interpreta le tradizioni del Friuli, rappresentando danze, musiche e scenette tratte dalla tradizione locale dei secoli passati e facendosi ambasciatore di un messaggio di pace in svariate parti del globo.

## Infrastrutture e trasporti
Lucinico sorge lungo la Strada Statale 56 che unisce Udine a Gorizia.

## Sport
La squadra di calcio locale è l'Associazione Sportiva Dilettantistica Lucinico.
Milita nella Lega Nazionale Dilettanti per il Friuli-Venezia Giulia, campionato di 3ª Categoria (stagione sportiva 2009/2010). La nascita risale al 1924 quando, per iniziativa del GUF - Gioventù Universitaria Fascista, si costituì il primo sodalizio sportivo. Il primo incontro ufficiale anche se amichevole, avvenne a Moraro il 20 agosto 1924 e coincise con una sonora sconfitta del Lucinico.

## Amministrazione

### Gemellaggi
Lucinico è gemellata con:
- Altlichtenwarth, Austria[senza fonte]
- Ortenberg, Germania[senza fonte]
- Matino (Lecce), Italia[senza fonte]